# Ana Tutor

Ana María de Vicente-Tutor Guarnido, más conocida como Ana Tutor (Zaragoza, 25 de enero de 1946 - Madrid, 21 de enero de 1998), fue una política española.

## Trayectoria
Tutor fue Licenciada en Ciencias Políticas y Sociología por la Universidad Complutense de Madrid. En 1971, ingresó por oposición en el Cuerpo Técnico del Ayuntamiento de Madrid. Afiliada al PSOE desde 1975, con las primeras elecciones municipales, tras la muerte del dictador Francisco Franco, en 1979 pasó a desempeñar el cargo de Jefa del Gabinete del alcalde Enrique Tierno Galván, hasta la muerte de este en 1986. En octubre de ese año fue nombrada Delegada del Gobierno en Madrid, cargo que ocupó hasta 1991. En ese año, Tutor dimitió para presentarse a las elecciones municipales madrileñas por el PSOE. Tras los comicios, fue elegida concejala, puesto que ya no abandonó hasta su muerte. Dentro del Ayuntamiento, fue portavoz del Grupo Socialista en la comisión de Medio Ambiente y en las Juntas Municipales de Retiro y Latina.
Fue vicepresidenta de la Fundación del Centro de Estudios de la Administración. En marzo de 1979, publicó el libro Manual del concejal socialista, documento de referencia para representantes del PSOE en el ámbito local de todo el país. En 1991, recibió la Medalla de Plata al Mérito Policial otorgada por el Ministerio del Interior.
Tutor estuvo casada con el periodista Alfonso Sobrado Palomares y fue madre de cuatro hijos. Falleció en el Hospital de la Princesa en enero de 1998 a causa de una leucemia.
Desde mayo de 1998, un parque de Madrid en el distrito de Fuencarral-El Pardo, lleva su nombre.
Desde septiembre de 1998, un parque de Valdemoro lleva su nombre.